# باول كولمان
باول كولمان (بالإنجليزية: Paul Colman)‏ هو ملحن وموسيقي وعازف قيثارة بريطاني، ولد في 22 أغسطس 1967 في لندن في المملكة المتحدة.

## وصلات خارجية
- الموقع الرسمي
- باول كولمان على موقع ميوزك برينز (الإنجليزية)
- باول كولمان على موقع ديسكوغز (الإنجليزية)